# مركز حياة
مركز الحياة هو برج المكاتب الأمريكي في شيكاغو أنجزت في عام 2005. وناطحة سحاب طوابق 48 يبلغ 679 قدم (207 م) على 71 جنوب فاكر محرك. وهي مملوكة من قبل شركة إرفين.
بى كوب فريد وشركاه "ضرب بيضاوي الشكل من الصلب والزجاج تصميم يذكرنا جولة EDF، ناطحة سحاب في باريس، فرنسا مصممة من قبل نفس الشركة.
المبنى 1765000 قدم مربع (164000 متر مربع) يحتوي على 65,000 ياردة مكعبة (50,000 متر مكعب) من الخرسانة و 12,000 طن من الفولاذ الهيكلي. استغرق الأمر حوالي 2700 شاحنة لحفر الأساس للمبنى، و1،300,000 ساعة عمل على مدى ما يقرب من عامين لإنهاء. ثمانية وعشرون مصاعد عالية السرعة تخدم مركز حياة.
المبنى يتميز تصميم المناظر الطبيعية واسعة النطاق من قبل Hoerr Schaudt
مهندسي المناظر الطبيعية في شيكاغو، على حد سواء في الداخل والخارج، من بساتين الخيزران، كاملة مع نوافير، بطانة اللوبي الحديثة لالخصبة العشب الأخضر في اضعي حجر المنحنية التي أثيرت على الجانب الجنوبي للمبنى. يحتوي على مركز حياة أيضا لوحات الفن كيث تايسون وl'oeil البوق جدارية من قبل ريتشي Albenda.
تتضمن مستأجرين لبناء فنادق حياة كوربوريشن - الطوابق من 10 إلى 17 - وماير براون للمحاماة - طوابق 32,33 و 36-43. مقهى الطابق 2 متاح لجميع المستأجرين والضيوف المسجلين.

## المفهوم السابق
في الأصل، ويقصد ل مجموعة العقارات بريتزكر لل المهندس المعماري البريطاني اللورد نورمان فوستر لتصميم ما كان يسمى برج بريتزكر لإيواء مكاتب شركة حياة العالمية وغيرها من مقتنيات العائلة . ومع ذلك، فقد ألغت خططا ل بناء 60 طوابق بسبب الاعتبارات المالية وعدم التيقن من الأحداث العالمية بعد الهجمات الإرهابية في 9/11 .

## الأمن
كونها أول شاهقة بنيت في شيكاغو نشر 9/11 ، مجموعة الأمن كرول، قسم استشارات الأمن والهندسة من كرول، وشركة تم التعاقد معه، والمستشار الأمني لل مشروع وتوفير كامل تصميم أنظمة الأمن.

## انظر ايضاً
- قائمة أطول المباني في شيكاغو